# Rutilius Namatianus
Rutilius Claudius Namatianus – poeta rzymski żyjący w V wieku. Jeden z ostatnich przedstawicieli literatury pogańskiej.
Pochodził z Galii. Przez pewien czas piastował urzędy w Rzymie, jednak po najeździe Wizygotów powrócił do Galii. Swoją podróż opisał w poemacie O powrocie (De reditu suo). Z dwóch ksiąg dzieła jedynie pierwsza zachowała się w całości. Pisany wierszem elegijnym opis morskiej podróży przetykany jest licznymi dygresjami, w których Namatianus m.in. wyraża swoją miłość do ojczyzny i krytykuje chrześcijańskich mnichów.